# Salganea duffelsi
Salganea duffelsi är en kackerlacksart som beskrevs av Roth, L. M. 1979. Salganea duffelsi ingår i släktet Salganea och familjen jättekackerlackor. Inga underarter finns listade i Catalogue of Life.